# Хедив
Хедив (от персийски: господар, господин), също и в неправилната форма хедиф, е титла на валията (управителя) на автономния еялет Египет и Судан в Османската империя, официално използвана през периода 1867 – 1914) година. Преди това неофициално е използвана от Мохамед Али паша, управлявал от 1805 до 1848 г.
Известен носител на титлата хедив е Исмаил паша:с. 289, управлявал през втората половина на XIX век.

## Хедиви
- Исмаил паша (1867 – 1879)
- Тауфик паша (1879 – 1892)
- Абас II Хилми (1892 – 1914)

След провъзгласяването на британския протекторат над Египет през 1914 г. египетските владетели започват да се титулуват като султани.